# Saint-Blaise (Alpes-Maritimes)
Saint-Blaise (okzitanisch Sant Blai, italienisch San Biagio) ist eine französische Gemeinde im Département Alpes-Maritimes in der Region Provence-Alpes-Côte d’Azur. Sie gehört zum Arrondissement Nizza, zum Kanton Tourrette-Levens und zur Métropole Nice Côte d’Azur. Die Bewohner sind die Saint-Blasois.

## Geographie
Der Fluss Var bildet im Südwesten die Gemeindegrenze. Parallel dazu verlaufen die Route nationale 202 und die meterspurige Bahnstrecke Nizza–Digne-les-Bains der Chemins de fer de Provence. Die nächste Haltestelle befindet sich in der westlichen Nachbargemeinde Saint-Martin-du-Var. Saint-Blaise grenzt außerdem an La Roquette-sur-Var im Nordwesten, Levens im Norden, Tourrette-Levens im Osten, Castagniers im Südosten und Carros im Südwesten.

## Bevölkerungsentwicklung
| Jahr      | 1962 | 1968 | 1975 | 1982 | 1990 | 1999 | 2008 | 2018 |
| --------- | ---- | ---- | ---- | ---- | ---- | ---- | ---- | ---- |
| Einwohner | 156  | 190  | 210  | 339  | 640  | 892  | 936  | 1130 |

## Sehenswürdigkeiten
Siehe: Liste der Monuments historiques in Saint-Blaise (Alpes-Maritimes)